# سولومون براون
سولومون براون (بالفرنسية: Solomon Braun)‏ هو عسكري فرنسي، ولد في 1868، وتوفي في 1899 بسبب قتل في المعركة.